# جريس (جنس)
الجُرَيس  أو الجُرَيْسَة  جنس نباتي ينتمي إلى الفصيلة الجريسية (باللاتينية: Campanulaceae). اكتسب اسمه من شكل زهرته التي تشبه الجرس. يضم هذا الجنس حوالي 440 نوعًا مقبولا و108 أنواع لم تقبل بعد. كثير منها واطن في أقطار الوطن العربي.

## من أنواعه الواطنة في الوطن العربي
1. جريس أجنبي (باللاتينية: Campanula peregrina) في بلاد الشام وقبرص وتركيا
2. جريس أطلسي (باللاتينية: Campanula atlantica) في المغرب العربي
3. جريس الأطلس الصحراوي (باللاتينية: Campanula antiatlantica) في المغرب العربي
4. جريس إفريقي (باللاتينية: Campanula afra) في المغرب العربي
5. جريس أمبرجيه (باللاتينية: Campanula embergeri) في المغرب العربي
6. جريس أوكلاستي (باللاتينية: Campanula euclasta) في الشام
7. جريس ايريني (باللاتينية: Campanula erinus) في الشام ومصر والمغرب العربي وحوض البحر الأبيض المتوسط وحوض البحر الأسود
8. جريس بني (باللاتينية: Campanula buseri) في الشام وتركيا
9. جريس بوست (باللاتينية: Campanula postii) في الشام
10. جريس حلو (باللاتينية: Campanula dulcis) في الشام وسيناء
11. جريس خشن (باللاتينية: Campanula trachelium) في الشام والمغرب العربي وكل أوروبا ومعظم أنحاء القوقاز
12. الجريس خيطي الساق (باللاتينية: Campanula filicaulis) في المغرب العربي
13. جريس دمشقي (باللاتينية: Campanula damascena) في الشام
14. جريس رويتر (باللاتينية: Campanula reuteriana) في الشام
15. جريس شعري الثمار (باللاتينية: Campanula trichopoda) في الشام
16. الجريس شعري الكأس (باللاتينية: Campanula trichocalycina) في المغرب العربي
17. جريس الشقوق (باللاتينية: Campanula cymbalaria) في الشام
18. جريس صيداوي (باللاتينية: Campanula sidoniensis) في الشام
19. جريس عصا يعقوب (باللاتينية: Campanula rapunculus) في الشام والمغرب العربي ومعظم أنحاء أوروبا والقوقاز
20. جريس غث (باللاتينية: Campanula strigosa) في الشام وتركيا
21. جريس فاتق الصخر (باللاتينية: Campanula saxifragoides) في المغرب العربي
22. جريس فريجي (باللاتينية: Campanula phrygia) في الشام وتركيا والبلقان
23. جريس قائم الفروع (باللاتينية: Campanula fastigiata) في الشام
24. جريس قيثاري (باللاتينية: Campanula lyrata) في الشام وتركيا وجورجيا
25. جريس كبريتي (باللاتينية: Campanula sulphurea) في الشام ومصر
26. جريس كوتشي (باللاتينية: Campanula kotschyana) في الشام
27. جريس لبناني شرقي (باللاتينية: Campanula antilibanotica) في الشام
28. جريس مارديني (باللاتينية: Campanula mardinensis) في الأقاليم السورية الشمالية
29. جريس متفرع (باللاتينية: Campanula ramosissima) في الشام وتركيا والبلقان وإيطاليا
30. جريس مستدير الأوراق (باللاتينية: Campanula rotundifolia) في المغرب العربي ومعظم أنحاء أوروبا والقوقاز
31. جريس معوج الأغصان (باللاتينية: Campanula camptoclada) في الشام
32. الجريس المغطى (باللاتينية: Campanula velata) في المغرب العربي
33. جريس مقدسي (باللاتينية: Campanula hierosolymitana) في الشام
34. جريس مير (باللاتينية: Campanula mairei) في المغرب العربي
35. جريس ناعم (باللاتينية: Campanula mollis) في المغرب العربي
36. جريس نجمي (باللاتينية: Campanula stellaris) في الشام وتركيا
37. جريس نوميدي (باللاتينية: Campanula numidica) في المغرب العربي
38. جريس يوم واحد (باللاتينية: Campanula monodiana) في المغرب العربي

## من أنواعه الأخرى
1. غسنب
2. جريس سنبلي
3. جريس هرمي
4. جريس موشم
5. جريس ضمي
6. جريس أزغب الزهر
7. جريس تلي (باللاتينية: Campanula collina) في تركيا والقوقاز
8. جريس دراقني الأوراق (باللاتينية: Campanula persicifolia) في تركيا والقوقاز ومعظم أنحاء أوروبا
9. جريس عريض الأوراق (باللاتينية: Campanula latifolia)
10. جريس عنقودي (باللاتينية: Campanula glomerata) في تركيا والقوقاز ومعظم أنحاء أوروبا
11. جريس قضباني الأوراق (باللاتينية: Campanula betulifolia) في تركيا
12. جريس كبير الأزهار (باللاتينية: Campanula lactiflora) في تركيا والقوقاز
13. جريس ملتحي (باللاتينية: Campanula barbata)